# پست صربستان
پست صربستان (سیریلیک صربی: ЈП Пошта Србије Београд) شرکت دولتی پست صربستانی است، که در سال ۱۹۸۹ تأسیس شد.